# Adolf Zeligson

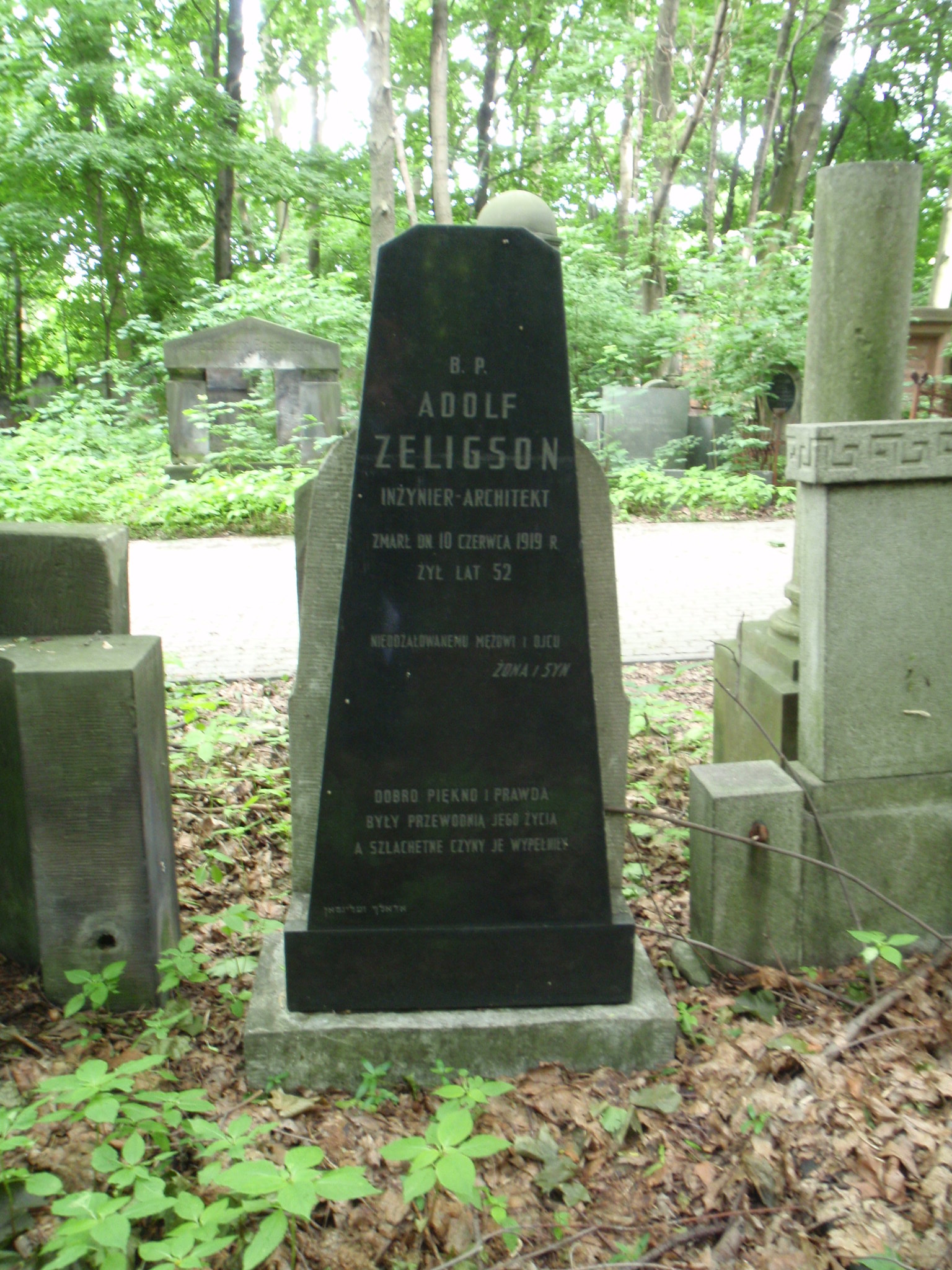
Grób Adolfa Zeligsona na cmentarzu żydowskim w Warszawie

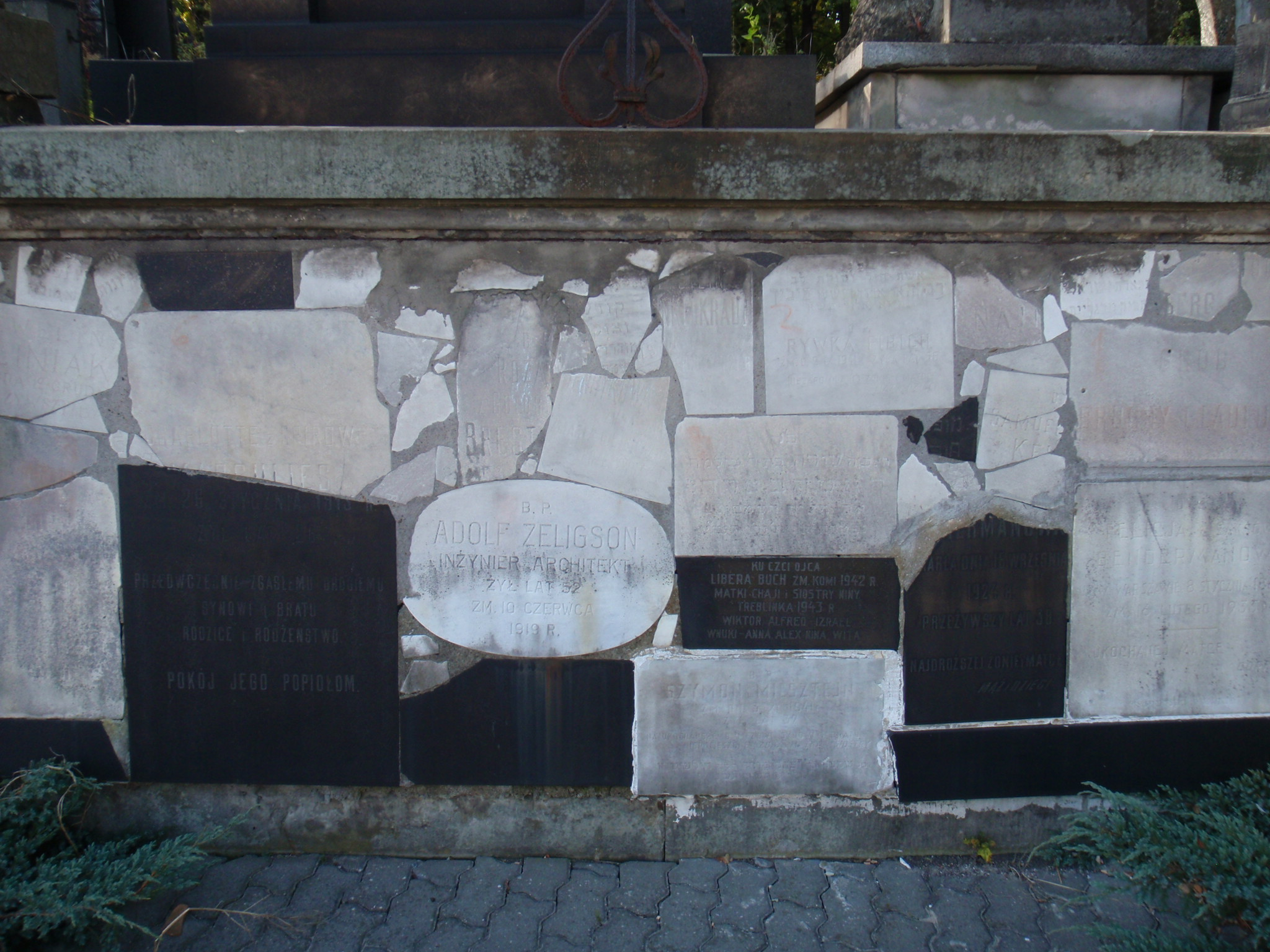
Tablica pamiątkowa Adolfa Zeligsona na cmentarzu żydowskim w Warszawie

Adolf Zeligson (Seligsohn, Zeligsohn) (ur. 1867 w Warszawie zm. 10 czerwca 1919 w Warszawie) – polski architekt żydowskiego pochodzenia, projektant wielu pałaców i budynków użyteczności publicznej, kamienic, fabryk w Łodzi oraz nowego cmentarza żydowskiego w Łodzi.
Syn Noacha, nauczyciela łódzkiej żydowskiej szkoły elementarnej, i Chai Gitli ze Szwarcenbergów.

## Szkoła i studia
Po ukończeniu w 1884 roku Wyższej Szkoły Rzemieślniczej w Łodzi studiował w petersburskim Instytucie Inżynierów Cywilnych, gdzie w 1890 roku uzyskał dyplom inżyniera cywilnego I kategorii.

## Działalność zawodowa
Wróciwszy po studiach w lipcu 1891 roku do Łodzi, założył biuro techniczne, które było biurem projektowym architekta.
Miało ono swoją siedzibę w różnych miejscach: przy ul. Cegielnianej 9 (obecnie ul. S. Jaracza) (1898), Dzielnej (obecnie ul. G. Narutowicza) 22 (1900), Piotrkowskiej 124 (od 1902). Został pochowany na cmentarzu żydowskim na Woli w Warszawie.

## Niektóre projekty architektoniczne w Łodzi
Projektował pałace i budynki reprezentacyjne dla burżuazji łódzkiej pochodzenia żydowskiego oraz szereg budynków użyteczności publicznej, m.in.:
- pałac Jakuba i Anny Hertzów (1892) przy ul. Spacerowej 4 (obecnie al. T. Kościuszki, rektorat Uniwersytetu Medycznego w Łodzi)
- fabryki Markusa Silbersteina przy ul. Piotrkowskiej 242/250 (1893)
- przebudowę pałacu w Lisowicach – podmiejskiej posiadłości rodziny Silbersteinów (1894)
- przebudowę pałacu Izraela Poznańskiego przy ul. Ogrodowej 15 (1898–1903)
- pałac Maurycego i Sary Poznańskich przy ul. Nowocegielnianej (obecnie ul. S. Więckowskiego, Muzeum Sztuki) (1896)
- pałac Karola Poznańskiego przy ul. Długiej (obecnie ul. Gdańska, Akademia Muzyczna) 36 (1904)
- rezydencję M. Silbersteina przy ul. Piotrkowskiej 260 (1909).

Był autorem projektu szpitala im. Izraela i Leony Poznańskich przy ul. Nowotargowej (obecnie ul. Seweryna Sterlinga) (1904) oraz gmachu Polskiej Szkoły Filologicznej Towarzystwa „Uczelnia” (obecnie I Liceum Ogólnokształcące im. Mikołaja Kopernika w Łodzi) przy ul. Nowocegielnianej (obecnie ul. S. Więckowskiego 41) (1909).
Projektował budynek Teatru Wielkiego Fryderyka Sellina przy ul. Konstantynowskiej 14 (obecnie ul. Legionów, budynek nie istnieje) (1901). Teatr Wielki był fenomenem w przemysłowej Łodzi. Mógł pomieścić 1250 widzów, otwarto go 28 września 1901 roku z wielką pompą; uroczystość uświetnili swoją obecnością Henryk Sienkiewicz i Henryk Siemiradzki. Okazała fasada była neorenesansowa.
Adolf Zeligson był także autorem przebudowy synagogi przy ul. Wolborskiej 20 (1895–1899). Realizacja rozciągnęła się na lata 1897–1900 choć wykańczanie wnętrza trwało jeszcze kilka lat. Architekt rozszerzył budowlę od strony wschodniej, a całości nadał bardzo dekoracyjny kształt w stylu mauretańskim, dzięki czemu synagoga stała się jednym z najefektowniejszych gmachów Łodzi, choć chaotyczna zabudowa otoczenia nie pozwoliła na właściwe wyeksponowanie budowli.
Był również Adolf Zeligson projektantem kompozycji przestrzennej nowego cmentarza żydowskiego przy ul. Brackiej (1892), domu przedpogrzebowego fundacji Hermana i Miny Konstadtów na tymże cmentarzu (1892). Zaprojektował także grobowce: Markusa i Teresy Silbersteinów (1900–1901) oraz Izraela i Leony Poznańskich (projekt wstępny 1900?) na tym samym cmentarzu.
W wyniku zastoju budowlanego, w 1906 roku Adolf Zeligson udał się na kilka miesięcy do Paryża, a następnie osiadł w Moskwie.
Po 1907 roku projektował z powodzeniem liczne budowle w Moskwie, uznawany jest [jak twierdzi Krzysztof Stefański] za jednego z wybitniejszych twórców moskiewskiej architektury przed 1914 rokiem.
Przed 1911 rokiem wyjechał z Łodzi na stałe i zamieszkał w Warszawie, gdzie zmarł 10 czerwca 1919 roku. Pochowany na cmentarzu żydowskim przy ulicy Okopowej w Warszawie (kwatera 44).